# Lin Ying-meng
Lin Ying-meng (på kinesiska med traditionella tecken: 林穎孟, pinyin: Lín Yǐngmèng), född 20 oktober 1983, är en taiwanesisk politiker som suttit i Taipeis statsfullmäktige sedan 2018. Hon är bland de första taiwanesiska politiker som är öppet hör till en sexuell minoritet och har blivit invald till en politisk post.

## Bakgrund och privatliv
Lin är född i Taichung år 1983 och är utexaminerad från Tsing Huas nationella universitet med sociologi som huvudämne. Efter sina studier jobbade hon med ett team som utvecklade mobilapplikationer.
Lin identifierar som en bisexuell. Hon har varit i ett förhållande med socialdemokraternas Miao Po-yan. I november 2019 avslöjades det att Lin är i ett förhållande med en man som heter Carlos.

## Politisk karriär
Lin blev medlem i partiet Nya makt och senare kandiderade sig. Hon lämnade partiet i augusti 2020 och sade att partiet hade glömt sina rötter. Efter detta blev hon en partilös ledamot.
Då Taiwan legaliserade samkönat äktenskap år 2019, var med i att kräva att alla dem som vill kan gifta sig den 25 maj då lagen träds i kraft. Tjänstemän i Taipeis hushållsregistrering bestämde sig att jobba övertid för att försäkra saken.